# Federico Gómez Santos
Federico Gómez Santos (17 de noviembre de 1897 – 9 de enero de 1980) fue un médico militar que creó las bases de la pediatría moderna en México, fundador de clínicas y hospitales y ensayista de artículos de medicina infantil.

## Inicios
Nació en Zaragoza, Coahuila, México, hijo de un maestro de escuela. Cursó la primaria en su pueblo natal y la preparatoria en el Ateneo Fuente de Saltillo, inició sus estudios de medicina en la Universidad Nacional, en la que pasó un breve período para ingresar luego a la Escuela Médico Militar perteneciente al Ejército Mexicano. Se graduó como mayor médico cirujano partero en marzo de 1921.

## Carrera profesional
Los primeros años de su vida profesional los desarrolló en campaña en la Huasteca Hidalguense y desempeñó la dirección del Hospital Militar de Pachuca. En esta condición de militar, el doctor Gómez realiza un internado de 18 meses en el Saint Louis Children’s Hospital de Saint Louis, Missouri, en los Estados Unidos. A su regreso a México es ascendido a teniente coronel y en 1929 se le designa profesor de pediatría en la Escuela Médico Militar, cátedra que desempeña hasta 1948, fecha en que ya había alcanzado el grado de general brigadier y ocupaba la Dirección General de Sanidad Militar.
En esos años había desempeñado otros puestos, entre ellos, la jefatura del Servicio de Pediatría del Hospital Militar; médico adjunto primero y posteriormente director de la Casa de Cuna de Coyoacán, jefe de servicio y director general de Higiene Materno Infantil de la entonces Secretaría de Asistencia Pública. En esta posición promovió la creación de centros materno infantiles en el país. Fue profesor de puericultura en la Universidad Nacional Autónoma de México (UNAM), iniciador de cursos de postgrado en pediatría, director de Sanidad Militar, director de centros de asistencia infantil y fundador y director del Hospital de Pediatría del Centro Médico Nacional del Instituto Mexicano del Seguro Social (IMSS). Fundó además la Sociedad Mexicana de Pediatría y la Asociación de Investigación Pediátrica.

### Hospital Infantil de México
En marzo de 1933 Rigoberto Aguilar, Mariano Romero y Federico Gómez solicitan al entonces presidente de México, Abelardo L. Rodríguez, la construcción de un hospital para niños, este encargó al jefe del Departamento Central, así como al director de la Beneficencia, estudiaran y llevaran a cabo el proyecto inicial para 400 – 500 camas. De esta manera, el Hospital Infantil se convirtió pronto en el proyecto central de las actividades del doctor Gómez. Se inició la construcción después de que la administración de la Beneficencia Pública otorgó un terrero 20,000 m², situado en una zona cercana al Hospital General de México en la Ciudad de México; muchas causas retrasaron su edificación, principalmente los hundimientos de la obra y es hasta 1940, cuando inició la última etapa de su construcción, para esa fecha el Dr. Federico Gómez ya contaba con el nombramiento de director del mismo.
En 1938 cuando el presidente Lázaro Cárdenas ordenó el reinicio de la obra del hospital pediátrico. Finalmente, con 550 camas el 30 de abril de 1943 Manuel Ávila Camacho, presidente en turno, inaugura el nosocomio pediátrico que fue equipado con todos los adelantos médicos de la época.
En el Hospital Infantil de México el Dr. Gómez Santos alcanzó su máxima plenitud como médico e investigador. En este hospital fundó las bases para revolucionar la labor asistencial al niño enfermo, la docencia pediátrica y la investigación científica a médicos, no solo de México, sino de varios países como hospital escuela. Durante los primeros años de existencia del Hospital Infantil de México se ocupó simultáneamente de la dirección de la institución y jefatura del Servicio de Lactantes y Prematuros. De la experiencia acumulada como jefe de este servicio, el médico comprendió la necesidad de la creación de una Sala de Nutrición convencido de que la desnutrición como problema nacional debía estudiarse a fondo en sus múltiples aspectos biológicos, sociales, culturales y económicos.
Como fundador del Hospital Infantil, Federico Gómez cuidó de rodearse de un conjunto de destacados colaboradores que convertían a la institución en el alma mater de la pediatría mexicana y en un centro de investigación, enseñanza y asistencia de primer nivel reconocido prestigio internacional. Producto de su trabajo y la del equipo de médicos de diversas especialidades se elaboraron las pautas para la clasificación de la desnutrición infantil según el peso corporal del niño (Gómez F. Desnutrición. Bol Med Hosp Infant Mex 1946; 3:543); la descripción del síndrome de recuperación nutricional (Gómez F, Ramos Galván R, Cravioto J, Frenk S. Malnutrition in infancy and childhood, with special reference to kwashiorkor. Advances in Pediatrics 1955;7:131); la aplicación de dietas y tratamientos adecuados al tratamiento del niño desnutrido (Gómez F., Ramos Galván R. La recuperación del niño desnutrido empleando proteínas de origen vegetal y proteínas de origen animal. Bol Med Hosp Infant Mex 1947; 4: 513), la eliminación de las vitaminas como rutina en las dietas, entre otros trabajos y logros.
Para el Dr. Gómez Santos, las tres funciones básicas del Hospital Infantil de México, complementarias y estimulantes entre sí para lograr la máxima calidad de atención médica al niño, eran la asistencia médica, la docencia y la investigación.
El 15 de febrero de 1963 el Dr. Gómez renunció al cargo de director del Hospital Infantil de México, para inaugurar y dirigir el Hospital de Pediatría del Instituto Mexicano del Seguro Social (IMSS), en el Centro Médico Nacional.
La labor profesional del Dr. Gómez Santos no quedó circunscrita a su país, lo que lo llevó en 1951 a hacerse cargo de la Sección Materno-Infantil de la Oficina Sanitaria Panamericana, en Washington D. C. En esa misma fecha ocupaba también la posición de director del Distrito IX de la Academia Americana de Pediatría. Estas responsabilidades le permitieron visitar prácticamente todos los países latinoamericanos, establecer lazos entre todos los pediatras del continente y promover en ellos el interés por la salud del niño.
El Dr. Gómez Santos participó desde los inicios de la Sociedad Mexicana de Pediatría, siendo electo su presidente en 1940, y coordinando las 2as Jornadas de Pediatría en Provincia realizadas en Oaxaca en 1946. Fue también presidente de la Academia Mexicana de Pediatría. Posteriormente fundó la Asociación de Investigación Pediátrica, desempeñándose como su primer presidente de 1955 a 1957, con el Dr. Silvestre Frenk como secretario. En 1958 fue elegido presidente de la Academia Nacional de Medicina.

## Escritor
El doctor Gómez fue autor de más de 100 artículos científicos doctrinarios y filosóficos. Publicó páginas editoriales y periodísticas que más tarde reorganizó en dos amenos libros de puericultura y orientación a padres de familia: "Por la Salud de sus Hijos" (1938) y "La Salud y la Familia" (1976). Su inquietud y su agudo sentido de observación ya mencionado lo llevaron a otros campos literarios que plasmaron en una serie de inolvidables narraciones tomadas de la vida real, que luego se concentraron en sus bellas "Escenas de Hospital" (1949), "Viajando" (1949), "Marcela" (1950), "Andanzas de un Pediatra" (1953), "Noma (la tragedia de un médico)", entre otras.
En 1966 el Dr. Gómez Santos se retiró de toda labor profesional activa.

## Muerte y legado
El doctor Federico Gómez Santos falleció en la Ciudad de México el 9 de enero de 1980 a los 82 años de edad. Ese mismo año el patronato del hospital decide agregar el nombre del médico al sanatorio para quedar como: Hospital Infantil de México Federico Gómez.